# BrowseAloud
O BrowseAloud é um software de tecnologia assistida que adiciona funcionalidade de conversão de texto em fala em sites. Ele foi projetado pela Texthelp Ltd, uma empresa sediada na Irlanda do Norte, especializada no design de tecnologia assistida. O BrowseAloud adiciona ferramentas de suporte de fala e leitura ao conteúdo on-line para ampliar o alcance dos sites para pessoas que precisam de suporte de leitura. A ferramenta baseada em JavaScript adiciona uma barra de ferramentas flutuante à página da web que está sendo visitada. O serviço é pago pelo editor do site; e é gratuito para visitantes do site.
O BrowseAloud tem sido usado no Reino Unido por conselhos locais e por partes do Serviço Nacional de Saúde. O software ganhou um New Statesman New Media Award em 2004.

## Controvérsias
O BrowseAloud foi criticado por tecnólogos pela necessidade de usar o mouse para selecionar o texto antes que o BrowseAloud o lesse. Isso exigia habilidades de visão e motoras, tornando o BrowseAloud inacessível a grupos que poderiam usar outros leitores de tela, como o JAWS. Os comentaristas observaram que o BrowseAloud não substitui essas ferramentas.

### Malware
Em 11 de Fevereiro de 2018, um domingo, mais de 4.200 clientes Browsealoud (algumas fontes disseram que mais de 5.000) tiveram seus sites infectados com Coinhive código após Browsealoud, hospedado no Amazon Web Services, ter sido hackeado. Embora o Coinhive - que gera Monero, uma forma de criptomoeda - tenha usos legítimos, sua inserção da maneira descrita no ataque foi descrita como "maliciosa" pelo editor-chefe do The Register , Chris Williams; e como "malware" por Taylor Hatmaker, no TechCrunch.
O serviço BrowseAloud foi desativado pelo Texthelp, para permitir que seus engenheiros investigassem a violação de segurança e removessem o código malicioso. O Register estimou que o código estava ativo no BroswseAloud por até treze horas. Ele usou os computadores dos visitantes para realizar cálculos intensivos em computação, potencialmente diminuindo o desempenho do computador e reduzindo a vida útil da bateria ou consumindo eletricidade. O Centro Nacional de Segurança Cibernética se refere a essa atividade como "ilegal".
Entre os clientes cujos sites foram afetados estavam o Comissário de Informação do Reino Unido (que fechou o site por precaução), o Escritório Administrativo dos Tribunais dos EUA e os governos dos estados australianos de Victoria e Queensland.
O problema foi detectado por Scott Helme, consultor de segurança da informação do Reino Unido. Hatmaker e Boyd apontaram que a vulnerabilidade usada no ataque poderia ter sido usada para roubar informações pessoais dos visitantes. Helme e o NCSC recomendaram que os desenvolvedores do site usassem a Sub-Resource Integrity como uma defesa contra esses ataques.
O ataque foi estimado e os assaltantes ganharam apenas o equivalente a US $ 24 no Monero criptomoeda. Alguns comentaristas, como Chris Boyd, da Malwarebytes, sugeriram que o ataque foi relativamente moderado, pois os atacantes poderiam estar testando um método para uso futuro.